# Trichobaptria latifasciaria
Trichobaptria latifasciaria là một loài bướm đêm trong họ Geometridae.